# Andrei Bahdanovich
Andrei Bahdanovich, né le 15 octobre 1987 est un céiste biélorusse pratiquant la course en ligne, le plus souvent avec son frère Aliaksandr Bahdanovich.

## Carrière

### 2012
Aux Jeux olympiques d'été de 2012 à Londres, il est vice-champion olympique de canoë biplace 1 000 m avec Aliaksandr Bahdanovich, derrière les Allemands Peter Kretschmer et Kurt Kuschela et devant les Russes Alexey Korovashkov et Ilya Pervukhin.

## Palmarès

### Jeux olympiques
- Médaille d'or en C-2 1000 m aux Jeux olympiques d'été de 2008
- Médaille d'argent en C-2 1000 m aux Jeux olympiques d'été de 2012

### Championnats d'Europe
- 2006 : Championnats d'Europe de course en ligne : Bronze en C-2 (1000m)  et argent en C-4 (500m)
- 2007 : Championnats d'Europe de course en ligne : Or en C-4 (500m), Argent en C-2 (500m)  et bronze en C-2 (1000m)
- 2008 :Championnats d'Europe de course en ligne : Bronze en C-4 (200m) et or en C-2 (1000m)